# Хуа Гофэн
Хуа́ Гофэ́н (кит. трад. 華國鋒, упр. 华国锋, пиньинь Huà Guófēng, настоящее имя Су Чжу; 16 февраля 1921 — 20 августа 2008) — государственный деятель Китайской Народной Республики, преемник Мао Цзэдуна на посту лидера Коммунистической партии Китая. Единственный человек, одновременно занимавший три высшие должности в КНР: председателя КПК (1976—1981), премьера Госсовета (1976—1980) и председателя Центрального военного совета КНР (1976—1981).
Вскоре после смерти Мао отстранил от власти и арестовал членов «Банды четырёх» и положил конец «культурной революции». Тем не менее, вопреки ожиданиям реформ и модернизации, Хуа Гофэн продолжил проведение маоистской политики под лозунгом «двух абсолютов». Не сумев консолидировать вокруг себя партийный аппарат, в конце 1978 года был фактически отстранён от власти Дэн Сяопином, выступавшим за проведение рыночных реформ в экономике. В 1981 году Хуа Гофэн был смещён с поста Председателя КПК, а менее чем через год был упразднён и сам этот пост как не соответствующий Уставу КПК.

## Ранние годы
Хуа Гофэн родился 16 февраля 1921 года в уезде Цзяочэн провинции Шаньси. Его настоящее имя Су Чжу (кит. трад. 蘇鑄, упр. 苏铸, пиньинь Sū Zhù). Получил начальное образование в уездной начальной школе, затем учился в Коммерческом профессиональном лицее того же уезда.
В 1938 году присоединился к коммунистам в борьбе с японскими милитаристами во время «Войны сопротивления». Как и многие другие деятели коммунистического движения Китая того времени, взял себе псевдоним. Его новое имя — Хуа Гофэн — аббревиатура словосочетания «Чжунхуа канжи цзюго сяньфэндуй» (кит. 中华抗日救国先锋队), что в переводе означает «Китайский авангард антияпонской борьбы и спасения родины».
В 1947 году после 12 лет службы в 8-й армии под командованием генерала Чжу Дэ, Хуа назначается начальником отдела пропаганды уездного отделения КПК. В январе 1949 году Хуа женится на Хань Чжицзюнь (кит. 韩芝俊). В этом же году он назначается первым секретарём отделения КПК уезда Сянтань провинции Хунань.
В 1959 году Хуа принимает активное участие в Лушаньском пленуме партии в качестве делегата от провинции Хунань. На съезде он представляет подробный доклад о последствиях и результатах «Большого скачка» в провинции, в котором оправдывает политику, проводимую Мао Цзэдуном. Вскоре после этого Хуа назначается первым секретарём партийного комитета провинции Хунань. В 1969 году Хуа становится членом ЦК КПК.

## Восхождение по карьерной лестнице
В 1971 году Хуа пригласили на работу в Пекин, где ему предложили незначительный пост в Госсовете КНР. Но проработав несколько месяцев в Пекине, Хуа возвращается в Хунань на прежний пост. В этом же году его вводят в состав комиссии по расследованию т. н. «дела Линь Бяо».
В 1973 году Хуа переизбирается в члены ЦК КПК и вводится в состав Политбюро ЦК КПК. В 1973 году назначен на пост министра общественной безопасности.
После смерти Чжоу Эньлая в январе 1976 года между группировкой Дэн Сяопина, с одной стороны, и «Бандой четырёх», с другой стороны, начинается борьба за пост премьера Госсовета КНР. В этой обстановке была найдена компромиссная фигура в лице Хуа Гофэна, который 8 февраля 1976 года назначается исполняющим обязанности премьера. В это же время в центральных китайских СМИ, контролируемых «Бандой четырёх», начинается травля Дэн Сяопина.
Весной в Пекине начинаются массовые беспорядки и акты неповиновения. 5 апреля 1976 года, в день Праздника Цинмин, сотни тысяч жителей Пекина с портретами Чжоу Эньлая, белыми траурными венками и белыми цветами, вышли на центральную площадь Тяньаньмэнь. На площади стихийно возникали траурные митинги, читались стихи, посвящённые памяти Чжоу Эньлая. Напуганная столь демонстративной народной активностью «Банда четырёх» стянула к площади крупные военные и полицейские силы, которые грубо разогнали собравшихся и произвели массовые аресты. В организации беспорядков сторонники Цзян Цин обвинили Дэн Сяопина. Дэна снимают со всех постов. Вскоре после этого Хуа избирается заместителем председателя ЦК КПК и утверждается на посту премьера Госсовета КНР.

## Абсолютный маоист на вершине власти
В октябре 1976 года вскоре после смерти Мао Цзэдуна Хуа Гофэн при поддержке министра обороны Е Цзяньина инициирует арест членов «Банды четырёх». Хуа занимает пост председателя ЦК КПК. Его ближайшее окружение составили высокопоставленные консервативные маоисты, участники разгрома группировки Цзян Цин, впоследствии названные «Малой бандой четырёх».
Во второй половине августа 1978 года Хуа совершил свою первую зарубежную поездку — посетил Румынию, Югославию и Иран. Это был третий в истории КНР визит за рубеж китайского лидера, после двух поездок Мао в СССР в 1949—1950 и 1957 годах.
Хуа снискал популярность в партии и народе за скорое разоблачение Банды четырёх и стал лидером, чьё появление на политическом Олимпе ознаменовало конец «Культурной революции». Придерживался принципа «два абсолюта», в экономике и политике был сторонником планирования и партийного контроля. Такая система отвергалась сторонниками идей Дэн Сяопина, которые ратовали за введение элементов рыночной экономики. По мере роста влияния вице-премьера и начальника генштаба Дэн Сяопина в партии стало укрепляться мнение, что Хуа ведёт партию и страну курсом дискредитировавшего себя маоизма.

## Рабочее совещание ЦК КПК 1978 года
10 ноября 1978 началось рабочее совещание ЦК КПК по вопросам экономики, 63 % его участников были членами и кандидатами в члены ЦК, большинство остальных составляли ветераны, реабилитированные усилиями Ху Яобана. Дэн Сяопин, его союзник маршал Е Цзяньин и их единомышленники тщательно подготовились к совещанию. 11 ноября Тань Чжэньлинь, бывший заместитель Дэна по секретариату ЦК, выступил за переоценку событий на площади Тяньаньмэнь. Его поддержали 7 человек, в том числе старые генералы Чэнь Цзайдао и Люй Чжэнцао. Е Цзяньин встретился с Хуа Гофэном и посоветовал ему прислушаться к тому, что происходит на совещании, так как иначе он может потерять свой пост.
14 ноября Дэн Сяопин вернулся из Юго-Восточной Азии, где он находился с 5 ноября. Е Цзяньин предложил ему стать фактическим лидером партии и страны, опирающимся на коллективное руководство. На полное отстранение Хуа Гофэна от власти Е Цзяньин не соглашался, мотивируя это тем, что не может обмануть доверие Мао, будто бы завещавшего ему перед смертью поддерживать своего преемника, и предложил оставить Хуа формальным Председателем ЦК, Военного совета ЦК и премьером Госсовета. Дэн согласился. Маршал Е проинформировал обо этом Хуа, и тот тоже вынужден был дать согласие.
15 декабря рабочее совещание ЦК завершилось победой сторонников Дэна над группой Хуа Гофэна, фактическим лидером Китая стал Дэн Сяопин.

## Зиц-председатель
16 декабря 1978 года Хуа Гофэн и Джимми Картер обнародовали совместное коммюнике о решении своих стран признать друг друга и установить дипломатические отношения 1 января 1979 года.
В октябре 1979 года Хуа отправился в европейское турне. Во время турне он посетил ФРГ и Францию. 28 октября Хуа прибыл с визитом в Великобританию, где встречался с Маргарет Тэтчер, с которой обсуждались вопросы будущей судьбы Сянгана (Гонконг), и посетил Оксфордский университет. В области внешней политики Хуа Гофэн продолжил линию на конфронтацию с Советским Союзом.
На пленуме ЦК КПК в феврале 1980 «Малая банда четырёх» подверглась критике за «ультралевые тенденции», все четверо были сняты с партийных и правительственных постов. В сентябре 1980 года Хуа уступил свои полномочия премьера Чжао Цзыяну. В июне 1981 года Хуа Гофэн был смещён с постов председателя ЦК КПК и председателя Центрального военного совета ЦК КПК, которые заняли соответственно Ху Яобан и Дэн Сяопин.

## Закат карьеры и смерть
Хуа Гофэн оставался членом ЦК КПК до октября 2002 года. В октябре 2007 года Хуа был приглашён в качестве делегата на XVII съезд КПК.
Несмотря на то, что Хуа после отставки с поста председателя ЦК КПК занимал другие посты в партии, он не вмешивался в политику, проводимую новыми поколениями китайских руководителей. Хуа увлёкся выращиванием винограда и за политикой следил лишь из газет. К 2008 году здоровье Хуа значительно ухудшилось. В этом году он трижды госпитализировался в связи с осложнениями болезней сердца и почек. Хуа скончался 20 августа 2008 года. Так как он умер во время проведения в Пекине Олимпийских игр, китайские СМИ уделили очень малое внимание его смерти.

## Семья
В 1949 году Хуа женился на Хань Чжицзюнь. У четы родилось трое детей — один сын и две дочери. Сын — Су Хуа является офицером ВВС Китая в отставке. Дочь — Су Лин занимала руководящие посты в партийных и профсоюзных организациях Управления гражданской авиации КНР. Вторая дочь — Су Ли работает в аппарате Госсовета КНР.